# Enrique Saura
Enrique Saura Gil (Onda (Espanha), 2 de agosto de 1954) é um ex-futebolista espanhol.

## Carreira
Enrique Saura fez parte do elenco da Seleção Espanhola de Futebol da Copa do Mundo de 1982 e da Euro 1980.

## Títulos
Valencia
- Copa del Rey: 1978–79
- UEFA Cup Winners' Cup: 1979–80
- UEFA Super Cup: 1980